# Shahriar (Teerão)
Shahriar ( em persa: شهريار  ; Pronúncia em persaⓘ )  é uma cidade no Distrito Central do condado de Shahriar, província de Teerã, Irã, servindo como capital tanto do condado quanto do distrito.  
A cidade está localizada a cerca de 23 quilômetros do centro de Caraje e 26 do de Teerã. Está localizada na região metropolitana de Teerã, e é um dos maiores subúrbios do país, com 309 mil habitantes.